# Pirahã
Pirahã (Mura Pirahã, Pirahan, Pirahá, Hiaitíihi) pleme latinoameričkih domorodaca s rijeka Maici, Manicoré i Capaña u brazilskoj državi Amazonas, danas u rezervatu Pirahã u općinama Auxiliadora i Humaitá. Sami sebe nazivaju Hiaitíihi, a jezično su im najsrodniji Múra Indijanci. Imaju svega 150 govornika (1986 SIL), ali je etnička populacija znatno veća, 300, prema drugim podatcima 1500 (1995 SIL). Imaju između 9 i 15 sela duž rijeke Maici koja se sastoje od dvije do tri obitelji, odnosno 15 do 40 ljudi. Lovci i sakupljači. 